# Foo fighter

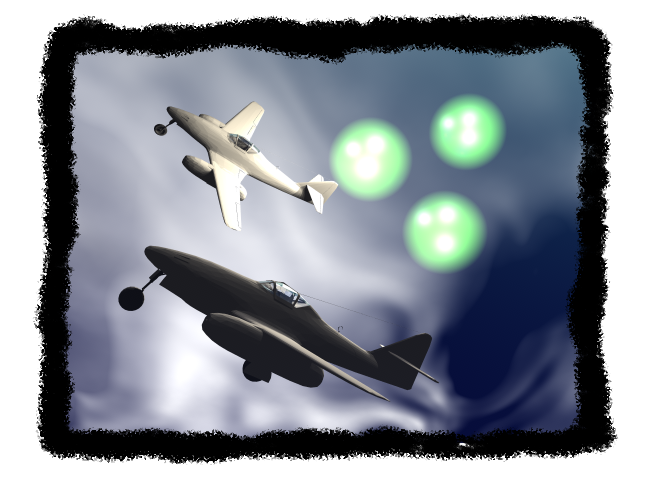
Dựng lại cảnh tượng máy bay của phe Trục chạm trán foo fighter.

Thuật ngữ "Foo fighter" được phi công phe Đồng Minh sử dụng trong Chiến tranh thế giới thứ hai để miêu tả về UFO hay hiện tượng bí ẩn xuất hiện trên bầu trời tại châu Âu và Thái Bình Dương. Nhiều nhân chứng cho rằng foo fighter là thứ vũ khí bí mật mà đối phương trang bị. Nếu không kể nỗi sợ hãi thì foo fighter (cho dù nó là gì đi chăng nữa) chưa bao giờ được ghi nhận là gây hại hay có ý gây hại cho bất kỳ ai.
Có nhiều thuật ngữ khác cũng dùng để chỉ những vật thể này (chẳng hạn "quả cầu lửa Kraut") nhưng "foo fighter" có vẻ thông dụng nhất.

## Lịch sử
Foo fighter đã được ghi nhận nhiều lần trên khắp thế giới, dưới đây là một số ví dụ.
- Một đêm tháng 11 năm 1941 ở Ấn Độ Dương, từ boong tàu S.S. Pulaski, hai thủy thủ báo cáo về sự xuất hiện một "quả cầu kỳ lạ đang cháy rực với màu xanh nhạt, khoảng cỡ một nửa trăng tròn đang xuất hiện trước chúng tôi".[1] Họ đã báo động cho một viên sĩ quan người Anh và cùng nhau quan sát chuyển động của vật thể trong hơn một giờ.
- Một báo cáo khác từ đảo Solomon năm 1942. Sau hồi chuông báo động về một đợt không kích bất chợt, Brickner và vài người khác chứng kiến khoảng 150 vật thể xếp theo nhóm trên đường thẳng từ 10 đến 12 vật mỗi đường, có vẻ như "lảo đảo" khi chúng di động. Brickner báo cáo rằng các vật thể giống như được bọc bằng bạc, chuyển động nhanh hơn một chút so với máy bay chiến đấu của Nhật. Ông nói "đó là cảnh tượng kinh hãi nhất mà tôi đã từng chứng kiến trong cuộc đời".
- Tạp chí Time năm 1945 viết "nếu như đó không phải tin vịt hay hiện tượng ảo giác thì nó chắc chắn phải là một câu đố hóc búa nhất về thứ vũ khí bí mật mà quân đội Đồng Minh đã từng bắt gặp. Tuần trước, phi công bay đêm của Mỹ đã kể câu chuyện kỳ lạ về những quả cầu lửa bay theo máy bay của họ trong hơn một tháng trên vùng trời nước Đức. Không ai hiểu nó là cái gì, các phi công đặt tên cho nó là "foo-fighter" và đoán chừng nó là một thứ vũ khí tâm lý mới. Một phi công kể rằng foo-fighter xuất hiện dạng quả cầu lửa, dính vào cánh máy bay của họ cho đến khi anh ta đạt vận tốc 360 dặm một giờ thì nó bay lên bầu trời."

## Giải thích
- Giả thuyết sinh vật ngoài hành tinh: cho rằng foo finghter là bằng chứng về sinh vật ngoài Trái Đất viếng thăm Trái Đất.
- Một giả thuyết được đề nghị cho rằng đó là một dạng phóng điện ở cánh máy bay.
- Giả thuyết khác cho rằng các phi công đã nhìn thấy sét hòn.